# سامي البكر
سامي البكر (بالإنجليزية: Sami Al-Baker)‏ من مواليد 4 سبتمبر 1971، هو مبارز سيف شيش سعودي، شارك في الألعاب الأولمبية الصيفية 1992 وتنافس في حدث مبارزة السيف العربي.

## روابط خارجية
- سامي البكر على موقع أوليمبيديا (الإنجليزية)